# Termofil
Termofil, organizm ciepłolubny, organizm termofilny (z gr. thermós – ciepły, philéō – lubię) – ekstremofilny organizm żyjący w środowiskach o stosunkowo wysokich temperaturach. Kryterium temperatury granicznej jest różnie określane przez poszczególnych autorów. W najszerszym znaczeniu organizmami termofilnymi nazywane są gatunki wymagające do życia temperatur powyżej 20 °C.